# Condado de Franklin (Flórida)
O condado de Franklin (em inglês:  Franklin County) é um dos 67 condados do estado americano da Flórida. A sede do condado é Apalachicola e a localidade mais populosa é Carrabelle. Foi fundado em 8 de fevereiro de 1917.

## Geografia
De acordo com o United States Census Bureau, o condado possui uma área de 2 659 km², dos quais 1 385 km² estão cobertos por terra e 1 274 km² por água.

## Demografia
Segundo o censo nacional de 2010, o condado possui uma população de 11 549 habitantes e uma densidade populacional de 8 hab/km². Possui 8 652 residências, que resulta em uma densidade de 6 residências/km².
Das duas localidades incorporadas no condado, Carrabelle é a mais populosa, com 2 778 habitantes, enquanto Apalachicola é a mais densamente povoada, com 448,6 hab/km². De 2000 para 2010, a população de Carrabelle cresceu 113% e a de Apalachicola reduziu em 4%.